# Anopheles pursati
Anopheles pursati är en tvåvingeart som beskrevs av Laveran 1902. Anopheles pursati ingår i släktet Anopheles och familjen stickmyggor. Inga underarter finns listade i Catalogue of Life.